# Meconopsis torquata
Meconopsis torquata är en vallmoväxtart som beskrevs av David Prain. Meconopsis torquata ingår i släktet bergvallmor, och familjen vallmoväxter. Inga underarter finns listade i Catalogue of Life.